# おねがいマイメロディの登場キャラクター・人間界の人々
おねがいマイメロディの登場キャラクター・人間界の人々（おねがいマイメロディのとうじょうキャラクター・にんげんかいのひとびと）では、テレビアニメ『おねがいマイメロディ』シリーズに登場するキャラクターのうち、本作の基本的舞台である“人間界”に住む人々について解説する。本作に登場する人間界に住むキャラクターは、ほとんどが“夢ヶ丘”と呼ばれる街に住んでいる。
『おねがい♪マイメロディ きららっ★』のみの登場人物は『きららっ★』を参照。
マリーランドの人々についてはおねがいマイメロディの登場キャラクター・マリーランドの人々を参照。

## メインキャラクター

### 主なメインキャラクター
夢野 歌（ゆめの うた）
声 - 片岡あづさ
本作の人間側のもう一人の主人公。
夢野家次女。夢ヶ丘学園中学2年3組、音楽部所属。11月19日生まれ。美紀とは幼稚園から幼馴染の親友で、乙女チックな会話もする。
明るく元気だが、姉の奏からは「寝相が悪く、不器用、食い意地が張っている、ミーハー」と厳しく評価されている。その寝相の悪さはマイメロを気絶させるほど。魔法で男性に変身した時、内面には男性的な性格が潜んでいることを知る。
面食いで美形の男性を好んでいたことから、バクの働く新聞社からイケメン勧誘員の新聞社に契約してしまった。他人の恋愛に首を突っ込んだりするが、駆や潤から好意を抱かれているのに気がつかない鈍感な所もある。
髪は基本カールが付いたツインテールにしている。髪のセットには30分かけ、柊とのデートの時は、巻き毛の根元に編み込みが加わる。豊胸のために朝の牛乳は欠かせない。夢防衛少女隊では他のメンバーが水色を基調とした衣装であるのに対し、彼女は白を基調とした衣装で、同色のパニエスカートを穿き、腹部が開いており、唯一ブーツにハートが飾られている。
絵は苦手。音楽部ではバイオリンを演奏するが下手。歌唱力はあるようで、母の思い出がこもった「シアワセの羽」が好きで、メロディ・タクトに魔法力をチャージする時に歌っている（『くるくるシャッフル』では『ドリーム!ドリーム!ドリーム!』に変わっている）。雅彦から日ごろのダジャレが影響し言うこともある。料理は苦手だが、駆に弁当を作った。駆に食べさせようとしたウインナーをマイメロに食べられたが、マイメロは「おいしい」と評したことから料理の腕は上達してきている。
マイメロとは虹色の糸で繋がるドリームパートナーで扱いに慣れている。失敗すれば夢がなくなるため、「夢防衛少女」となる。『すっきり』では基本的にお助けキャラを指名する。
恵一は憧れだったが、恵一のアプローチやデートで親密化した。優勝を逃し落ち込む恵一を慰めようと会いに行き、恵一の内心を知ると勇気を出して告白するが、変貌した恵一から騙されていた事を告げられ茫然自失となる。その後奏の言葉で立ち直り、恵一を救いたい気持ちで対峙する。ダークパワーの呪縛を解いたが、彼に「妹」と呼ばれたことで失恋している。恵一の気持ちは言葉通りらしく、大仏とバラの花束を受け取るが花束には「妹へ」と添えられていた。かつてと違い恵一に告白されそうになるが告白はもみ消した。
駆とは小学校の頃からよくちょっかいを出されたり、からかわれたりするので嫌っていたが、時折見せる行動力や優しさに好意を寄せることもしばしばあった。柊邸で潜入調査を行った駆が恵一とクロミ達は協力関係だと言われた時は、悪口だと判断。恵一に告白した直後、同じことを言い立てる駆に、怒って絶交するが、その後恵一が事実だと認め真実を知ると、駆に謝り絶交を取り消した。そうした経緯を経て駆に対する印象は次第に「友達（協力関係）」に変わった。
鶏の着ぐるみ姿の潤から「ご結婚してくれ」と告白されるが、見た目などから冗談と受け止めたことに、駆が怒る。駆の真意が感情的になり上手く伝えられなかったため、歌には分からなかった。その後の駆の陸上大会に見に行くことに悩むことになる。陸上大会の後に駆から「夢野が好きだ」と告白され、美紀や真菜に駆が歌を守っていたことを話され駆への誤解が解けた。しかし、その直後から潤がダークパワーの影響を受けたため、二人は潤を元に戻すことを先決。すべての物事が解決した後に駆を自室に招きいれ、告白の返事のキスをし、恋愛関係となった。呼び方も幼稚園の頃から「小暮」だったが、告白後は「駆」に変えている。
潤とは通りかかった歌にハンカチを差し出されて、それを愛のメッセージと受け取り、歌に惚れてしまう。顔を会わせるたび歌に告白するが、歌は軽く好きだという潤の言葉を冗談だと思い、真剣に受け止めなかった。鶏の着ぐるみを着た潤は「結婚してくれ」と告白したときは、好きだという気持ちを認めてほしいために潤がした努力を知らないため、歌には学校で言われるのと同じように冗談だと勘違いされた。
柊 恵一（ひいらぎ けいいち）
声 - 置鮎龍太郎、中川里江（少年時代）
夢ヶ丘高校の1年生。歌の姉・夢野奏と同級生。女生徒の憧れだが、真菜は興味を持たず「バイオリン男」と呼ぶ。柊コンツェルンの孫。豪邸に住み、執事セバスチャンがいる。リムジンで移動することも多い（車体番号は「MOTE×2」）。ブラックカードを所持。たこ焼きの食べ方を知らない。『すっきり♪』ではヨーロッパを拠点にしており、夏休みに日本に戻ってきた。
クールで刺々しく、束縛を嫌う。通俗的なものには無関心。頭脳明晰で合気道をも会得しているが、美意識を超える美紀のポエムに気絶した。
「ツィゴイネルワイゼン」を弾きこなし、各地で優勝を重ねマネージャーもいる。永代橋に才能を見出され、絶対音感であることも作用して瞬く間に成長し「天才」と言わしめている。音楽部OBとして時々部員を指導している。弾きたい曲が無くなり、バイオリンを捨てようとしたが、改めてバイオリンを歌に預けた。
恵まれた生活と才能からか、夢を失い人間関係だけでなく音楽にも求めるものが無くなり、発表会帰りにバイオリンを捨てに向う時にクロミ達と出会い、バイオリンを演奏するとメロディ・キーに力を与え曲が世界に秘められたる曲と聞かされると興味を持ち、クロミに協力を持ちかけ、曲の完成を目論む。
マイメロに邪魔され音符が集まらないため、タクトを奪おうと歌に目をつける。自分に好意を持っていたため、デートに誘いチャンスを作るがクロミは失敗続き。学校などで接していると、無意識のうちに歌が意識の中に積っていき、感情に影響を及ぼすようになる（心の中に歌の変な顔や水着姿などの瞬間を留められている）。曲の音色が甘くなっている事をダークパワーに告げられ、歌への興味が音色を変化させた事に気付き歌からの電話を切り、歌との思い出を夢のゴミ袋に捨てる。夢の世界に入ってきた歌により開かれ、思い出は戻った。バクをナスビザウルスから助けるため、歌が自分から魔法で巨大化・暴走した時、ウサミミ仮面として対峙したが「傷つけるわけには」と攻撃できなかった。ダークパワーの呪縛を解いた際、「君のような妹がいれば」と語ったが、柊の歌への気持ちはその言葉通りらしく誕生パーティーで、大仏と自宅のバラをセバスチャンに贈らせているが、花束には「妹へ」とメッセージを添えた。「好きな女の子とバイオリン」という夢を見つけた際「妹じゃない」と認識し、歌に恋心が芽生えた。歌に告白しようとしたが告白をもみ消された。しかし、再びウサミミ仮面として召喚された際、マイメロの「お願い」は完全に無視していたのに対し歌の「お願い」で顔を赤らめて急にやる気を起こしたり、プリンセスミラーの力でぬいぐるみキャラにされてしまった際も、夢野家に行った場合、歌に「弟ができたみたい」と言われる自分を想像して極端に落ち込んだ。
音符集めをさせていた時は、クロミがうまく働かないことに苛立つこともあるが可愛いと思うときもある。バクは曲の完成に不可欠なため、我慢していた。小暮とフラットにクロミが柊邸に入る姿を見られてしまい、これがきっかけで二人が周辺で動き、柊の同級生・ノダの証言によりクロミとの関係を歌たちに明かされた。ダークパワーによる変貌の後、二人にも冷たくなる。再び人間界に逃げてきた二人には、以前と同様の態度をとり、クロミにも素っ気ない態度をするが思い出は残っており、気にはかけている。クルミ・ヌイがクロミである事は周知だが柊だけ知らない。柊の姿で踊った時に気に入ったのか、ウサミミ仮面のまま仮装パーティーでクルミ・ヌイとダンスをした。クルミの愚痴を「最低な男」と素直に受け止め「誕生日が自分の事を気にかけてくれているのを確認できる日」という思いを知った後、クロミの誕生日を祝い気まぐれと理由をはぐらかしたが、正装しダンスを踊り、クロミを喜ばせた。クロミに対する感情ははっきりしないまま留学してしまったが、クルミに対しては再会した彼女を誘い、心に彼女の記憶を強く留めている。
魔法に対しても鋭い感覚を持ち、一度魔法にかかった屈辱を忘れず、精神力によって魔法のかかり方に強弱がある事に気付き、「嫌な思い出で精神力を高める」という対抗策を編み出したため、ダークパワーが柊に憑依できないことや、自分しか曲を弾けない弱みを握り、ダークパワーを服従させた。感覚が優れているため魔法の補助無しで音符が見える。失ったウサミミパワーを取り戻し潤を元に戻すべく自分からクロミの魔法にかかる。
メロディ・ヴァイオリンを弾いたときダークパワーで髪が黒みがかり、目も鋭く黒いコートを着込むなど変化を見せた。学校でメロディキーをチャージする演奏をし、歌に手を出し自ら黒幕である事を明かすなど行動が短絡的・直接的になる。
電波塔の上空にダークパワーの曲が完成し、電波塔に向かい曲を弾き始め、各地で騒動が起こる。歌が自分に新しい希望を与えた言葉を思い出し、正気を取り戻してダークパワーに飛ばされた歌を助けようとするが、隙が生まれ魔法に対する抵抗力が弱まり、ダークパワーによって体を支配されたショックで、掴んでいた手を離してしまう。
ダークパワーの呪縛から解放されたが、世界を崩壊寸前まで追い込んだ罪で「バクの刑」を言い渡さるが執行寸前、王妃の「柊に必要なのは夢を見つける事」という一言で、「ウサミミの刑」を受ける。ウサミミ仮面は、やる気無く口上を述べ、目的を果たし去っていくが、歌たちの憧れを一身に受けることとなった。正体を知る者はセバスチャンとマリーランドの住民だけである。変身を嫌がるが、拒否すると「バクの刑」が発動するため、仕方なく変身している。変身から逃れるため休養と称し海外逃亡するが、それでも魔法の効果は届いてしまったため結局無駄であった。
ウサミミ仮面について、詳しくはウサミミ仮面とシツジ仮面を参照。
昔から絡んでくる潤を鬱陶しく思い、弟がイギリスから帰国したら声も聞きたくないと嫌い冷たくあしらう。地元などで学校生活に適応できない様子から、弟は「ドロップアウト」しているという印象を持っている。騒動が再発し、クロミらと関係する弟がメロディ・キーに魔力をチャージしているのかと早くも気づきかけたが、「才能の欠片もない奴がダークパワーに選ばれるはずがない」と考え、確証を持つには至らなかった。気にかけている様子があり潤がオーディション後も練習を続け、その音を聞いて「騒音から雑音」と言葉は悪いが認めている。幼い時に潤が風邪をひいたが、母やセバスタンも仕事で一人部屋苦しんでいた時に、バイオリンで心休まる曲を弾き潤を眠らせている。が、柊は覚えがないと言い放ち（イライラしていた事が原因としている）、潤が捨てたメロディ・ギターを再び手に取ってしまうきっかけとなってしまう。歌が潤に仲直りしてほしいと頼んだとき、自分が潤に言ったことを話し、「友達は選べ」と言った。そのことをようやく思い出し、メロディ・ギターを再び手に取ってしまうきっかけを作ったことを反省し潤の思い出の曲を弾き、潤をダークパワーから解放し、夢も見つかり和解することができた。
柊 潤（ひいらぎ じゅん）
声 - 五十畑迅人、沢城みゆき（少年時代）
恵一の弟。ロンドンで色々あり帰国。兄と同じ邸宅に住む。執事セバスタンがつく。『おねがいマイメロディ』第52話ラストで日本に到着するシーンが初登場で、『くるくるシャッフル』から本格的に登場。『すっきり♪』ではアメリカへ留学したが、夏休みに戻ってきた。
『すっきり♪』最終話の後日談にて夢ヶ丘学園に復学している。
子供っぽく自分の気持ちに正直で思い付きで行動する。兄と違い能天気で惚れっぽい所がある。相手の気持ちや雰囲気を自分なりに理解した時には、それに即した行動をする。駆が歌を好きだと知ると駆のために歌と密接になれるようにした。琴と口喧嘩した時は、そのせいで琴が溺れてしまい助かった後に謝っている。根は素直だが教室でギターを弾きまくるなど、周囲の迷惑を考えず行動する事が多い。
部屋を、兄の命令を受けた「お掃除軍団」により片付けられたことが原因で家を飛び出し夢野家に厄介になった時も夜中にギターを弾いたり、庭や部屋を散らかしたりしていた。この時、夢野家の団欒を見て、憧れていた家族の暖かさに触れることができている。
チョロ毛が抜けたセバスタンのために黒音符を受け入れようとする勇敢さをみせた。が、クロミに阻止されている。チョロ毛事件の後、飛行機を乗り違えて沖縄に滞在し、沖縄かぶれとなって帰ってきた。アメリカ行きとアフリカ行きの飛行機を間違えるなど、度々飛行機を乗り違えることからクロミとバクには呆れられている。
帰国子女のため会話に英語が混じるが英語は得意でない。サッカーが得意だが体力が無く水泳は苦手。マッサージチェアを愛用。オーディション後ギターの練習を行い集中力は6分半から8分に伸びた。石垣の特訓で、キャッチボールができるようになる。10歳の時、ソフィー（声 - 鈴木真仁）という女性に告白するが、潤に近づいたのは兄に近づくためだったと言われてしまい、兄に慰められ、ソフィーが実は男と知り、これが原因で初恋という言葉を嫌っている。
パンク・ロックに傾倒し、普段から左利き用のギターを持ち歩く。エキサイトしてくると、ギターをかき鳴らす。ハードロック系、バラード系の曲も弾くことができる。私服もロッカーファッションが基本。髪を染めているが、一番長い前髪の先端だけは染めていない。兄と喧嘩した際、生産していないギターが壊れてしまった時は落ち込んだがクロミからメロディ・ギターを貰うと以前より弾くようになった。それを見たセバスタンから、人気バンド「グロイ」のメンバーからギターが脱退し、ギタリスト募集のオーディションを受けるように勧められ、参加する。選考では7分間の演奏審査が行われるため、集中力がなく5分間しか演奏できない潤は練習を行う。選考で審査員に良い印象を与えるも、残り6秒で力尽き不合格。実力で認められたいと練習を続け、兄から「騒音から雑音」と上達を認められた。
兄と比べ社交的。クラスメートとは、支障なく学校生活を過ごしている。小暮とは柊が嫌いという共通点から仲が良くなる。クロミの魔法で歌や小暮に迷惑がかかるとクロミやバクを叱り付けており、親友は大切にする姿を見せている。クロミが小暮の出場する陸上大会でバクを利用した悪夢魔法で邪魔をした際には「駆の大事な大会を邪魔した」と何よりも激怒し、その時怒った姿は兄にも劣らぬ恐ろしさだった。
幼い頃から兄と比較され親の期待を裏切る自分と比べ親に可愛がられる兄に対してコンプレックスを抱き、考え軽い態度をとり兄弟関係は最悪。兄を「冷血」と公言し、食事以外ほとんど兄と顔を合わせず、転入した際は自己紹介で嫌いと言い放った。クロミが音符の力で恵一と潤を仲良くさせようとした事を知った際、目の前でギターを壊すほど。幼い時はバイオリンを習うが上達しない自分と比べ上達の早い兄と比較されるのが嫌になってやめた後、ショーウィンドに展示していたギターに目が留まり、ギターを買い母の前でパンクロック風の衣装でギターを弾き始めた。上手に演奏できるようになったが、目の前で恵一がギターを軽々と弾きこなしてしまった事にショックを受け、悔し涙を流す。過去に優しくしてくれた事は覚えていた（風邪をひいた時、一人ベッドで高熱に苦しんでいた際様子を見に来た兄が、傍でヴァイオリンを弾いて潤を安心させ、眠らせてくれた）。
奏や雅彦に認められれば歌に本気だと伝わると考え実行。自分を変える努力をした結果二人の反応から認められたと考え鶏の着ぐるみ姿で「コケッコン（結婚）してくれ」と告白したが姿や駄洒落、結婚という言葉から冗談と受け取られた。歌に関係することで駆をライバル視し、写真の駆を切り捨てたが「親友だから抜け駆けは卑怯」と駆に話している。歌に告白するも受け止めてもらえず落胆していたが駆に慰められ、良き親友であることを再認識した。
セバスチャンから話を聞いていたので、クロミらを見て誰であるか分かった。最初の印象は他の人同様「座敷童子」と「茄子」だった。バクとは恵一が嫌いという点で気が合うが、クロミは兄と仲良くすると魔力をチャージしない事を示唆し従わせる。
クロミ達に出会った際、音符の力で兄を出し抜くことを考え、新たなる魔法の「力の源」となる。「メロディ・ピック」や「メロディ・ギター」を使ってメロディ・キーに魔力をチャージし、音符を揃えて願いが叶えられる日を待っている。『くるくるシャッフル』では、魔法の裏にダークパワーが関与していることを知らずメロディ・キーへのパワー充填者について気づいていないが、マイメロのタクトがエネルギー切れになっても、クロミのメロディ・キーはフルパワーの状態であることを目の当たりにして気付く。歌に連絡し尋ねられたセバスタンが、うっかりクロミのことを喋られて、潤がエネルギー充填している現場を歌たちに見られて、歌は泣いて去り、歌の姿を見た恵一に遮られる。部屋に引きこもってしまう。柊と言い争いとなり、泣いているとダーちゃんからメロディ・ギターを差し出され、彼の誘惑に乗る。憎しみの心でメロディ・ギターをかき鳴らし魔力を覚醒させたことでダークパワーの影響を受けて、顔つきや性格が変貌し、空を飛ぶようになる。姿が変わっても目的は変わらなかったため、憑依されるまでダーちゃんの目的は知らなかった。歌たちの呼びかけと恵一の弾くバイオリンによって元に戻り兄と和解できた。
桜塚 美紀（さくらづか みき）
声 - 小清水亜美
歌のクラスメートで幼稚園からの親友。音楽部所属でフルート担当。親戚が神社に嫁入りしたため、巫女になってお手伝いをしていた。夢ヶ丘学園中学2年3組。
歌と恋話をしたり、詩を作ったりなど少女趣味。真菜から乙女チックと突っ込まれたり、ポエムを聞いた歌達に呆れられたりする。魔法に巻き込まれると不細工になる場面が多い。普段着は白の長袖付きの黄色の上下横ラインが入った水色のスカートブラウスに下は紺色のジーパンをはいている。夢防衛少女時のコスチュームは腰を一部露出させた水色のミニワンピース。
ポエムを詠む事。「ポエムノート」に書かれた自作ポエムに関しては、両親の影響を受けている。一般人には理解されず、理解できるのはピアノちゃん、平等院、潤のみ。少女漫画を好み、お気に入りは遠野の書いた「Lovely Momochan」。夢ヶ丘新聞主催の交通安全強化月間ポエムの新人賞選考会では、前年度チャンピオンとして選考委員をした。才能を見込まれ、ドリームパワーを完成させるためにピンク音符の歌に詞を付ける役をフラットに推薦された。ダンスの才能や、想像だけで恵一の顔を描く。ポエムノートが無くなると老化しミイラ化するも、ノートが戻ると元に戻る。
ピアノちゃんとはライバル関係で、ピアノちゃんが一時期いなくなった時は、柿崎を一番のライバルにしていた。
恵一が好きだが、柊邸に招待されたとき歌に勘違いされる。歌といつも一緒だったことを思い出し、魔法で恵一を二人にする案に乗る。騒動後、美紀は歌と二人で恵一の家に行くと話したと教えられたこともあり、歌の誤解を解けた。憧れつつも歌と恵一の関係を見て身を引くことにした。その後は歌にチャンスを作り、自分に合う人を探している。
ドリームパワーの作詞という大役に任命された時、詞を作ることがダークパワーに魅了され、憧れの恵一を倒し歌も悲しませてしまうと考え、詞が書けなくなる。美紀を救うために来た平等院が、クロミの魔法で変身して、幻想で恵一に誘惑される。恵一を倒すことはできないがダークパワーから救うために詞を書くと決心し幻想を打ち破った。詞を書く原動力である「トキメキロマン」を取り戻し、ピアノとのWポエムで平等院を元の姿に戻した。ダークパワーが世界を侵略する中、歌詞を完成。ピンク音符の五線譜と反応し、ドリームパワーを発動させる。
潤とのデートが初めて。相手が気になる両親は、隠れて見ていたが気づかれる。潤は両親に「ポエムを理解できるロンドンボーイで、家に来て」と喜ばれた。
藤崎 真菜（ふじさき まな）
声 - 杉本ゆう
歌の小学校からの親友。ボーイッシュで関西弁を喋る。制服時はスパッツを着用。赤い短髪で、クロミやバクから「ニンジン頭」と呼ばれている。身長は小暮より少し高く、足が長い。普段着は黒や赤を基調としたボーイッシュ系の服装が多く、夢防衛少女の衣装は「可愛いのはいらない」とフリルなどの一部を破り捨てた水色のスタイリッシュな衣装。
さっぱりした性格。苦手なマイメロも、歌の家の居候として看病するなど義理を通す。クロミの魔法で人が花に変えられた時、自分だけ"竹"だったことに納得がいかず、魔法にかかったときマイメロママにツッコミを受けて魔法がとける。自然美を愛し、公園にいた毛虫を連れ帰ったりした。ペットとしてソバージュネコメガエルの「コジロウ」（声：木内秀信）を飼っている。クラスの女子が男性化する魔法にかかった時は以前から男勝りな自分だけ違和感がなかったり、男性がイケメン化する魔法にかかっており、後輩の女子やマイメロからチョコを貰っている。だが母親には「女らしくなってほしい」と愚痴をこぼされてしまう。
歌と駆は友達へのからかい程度。好きな異性はいないが、理想の男性は「鼻中隔下制筋が通ってて三角筋と上腕三頭筋を鍛えている」との事。一方、魔法で人間化したコジロウとは恋人にも見える。
変な事にツッコミを入れ、勢いに乗ると思わずノリツッコミをする。お好み焼きが得意で、気合を入れて焼く。また阪神タイガースのファンでもある。
男子に混じってサッカーをしたり陸上部の助っ人をしたり、体を動かすのが好きでジムに通い、小学生の指導に当たる。格闘番組を見たり、スポーツ新聞を読んだりサッカー部の応援を手伝うなどしているので、鑑賞も好きである。
幼少時の夢は、ターザンのように強くなること。流派も見分けられる。状況判断力は高いが、魔法に巻き込まれた時は動きが鈍る事も。クロミ達を蹴り飛ばすなど格闘戦は負け無しだが、合気道を習得している恵一には勝てない。
歌や美紀の乙女チックな言動にはうんざりしている。もともと可愛い物が好きではなかったが、いとこのハルミにぬいぐるみの山に押しつぶされた事がトラウマになり、可愛いものに怯えて反射的に避けて、運ぶ時は棒で吊るすなどの嫌悪感を示す。避けられずマイメロと密着してしまった時には、強い拒絶反応を示した。マイメロの空気を読まない言葉に激怒し、普段触ることもできないマイメロの耳や首を掴み、駆とツッコミを入れている。可愛い服も苦手で、魔法でゴスロリ風の格好をさせられた時は嫌がった。半分の音符が取り付いて「もふもふ」状態になった際、いつもとは反対にマイメロを追い回したが触ろうとした際に手だけ硬直し、マイメロのくしゃみで正気を取り戻してキラキラ玉を出した。
小暮 駆（こぐれ かける）
声 - 沢城みゆき
夢野歌のクラスメート。夢ヶ丘学園中学2年3組。身長が低い事を気にしている。初期ではマイメロ達の存在を知らなかったが、クロミに悪夢魔法を掛けられてからは物語に関わる。授業参観の時には容姿がよく似ている母親が来ていた。『くるくるシャッフル』で告白し、現在では歌と付き合っている。陸上部の短距離選手。身長に関しては『くるくるシャッフル』までは回によって多少の差異はあるものの、初期では歌より低く、中期以降は歌や美紀たちとほぼ同じぐらいで描かれていた。『すっきり♪』になってからすらりと身長が伸び、陸上大会で優勝した頃から女生徒から人気が上がっており、下級生から弁当をプレゼントされる事もあった。
やんちゃな性格で、負けん気が強い。しかし、歌に対しての恋心を自覚し始めてから負けん気の強さは相変わらずもやんちゃな面は徐々に落ち着いてきた。人前でキザな仕草をすることは苦手だが、開き直った演技もできる。かなりの照れ屋で、自分の不器用さは自覚している（ウサミミレンジャーズになった際『不器用でゴメンビーム』を自ら出すほどで、威力はかなり強力）。そのため、歌と付き合っている現在でも歌が小暮に対して猛烈アタックしているのに対して赤面する場面が多く、依然として素直になりきれてはいないが、以前のようにからかう事は無くなった。また、そのほかにもドーベルマンやワニに気に入られる変わった要素を持つ。自称遊び全般が得意。数学・英語・裁縫（本人曰く、歌よりはうまい）は苦手らしい。
フラットと友情を育み彼を居候させる。下校中に出会い、以前の悪夢魔法の騒動から手荷物は魔法のランプだと思い込み、速く走れる魔法を掛けてもらうために自宅に連れ込んだ。
歌とはちょっかいを出しているが、それは歌が好きなためである。その態度を真菜や美紀、フラットなどにからかわれている。歌が恵一に入れ込んでいることに嫉妬。しかし、そのうち歌と相思相愛になることより、歌を守ることを優先している。歌とは伝説の流れ星を見た。歌への行動を周りは好きだからだと思っているが、本人に自覚は無かった。クラスの女子が男性化する悪夢魔法の騒動後、「女の夢野の方が好き」を口にした所を、真菜とフラットくんに聞かれ、意識しはじめる。しかし決心が固まらず、告白には至らなかった。このため本人も自覚する消極的な態度が続き、フラットから歌に告白するよう急かされることが多く、フラットが勝手がましく歌にメールや手紙などで愛のメッセージを送ろうとする時はひどく憤慨してしまう。
真奈に悪夢魔法がかけられた際にはリスになってしまった歌をヒョウになってしまった駆は「本能」で追いかけているが、最終的には返り討ちにされている。
歌の誕生パーティでは、柊兄弟の思いがけないプレゼントを目の当たりにし、「柊兄弟が現れる前に、歌に告白しておけば良かった」と思った気持ち（夢の匂い）をクロミに気づかれてしまう（その際に、クロミに何度も名前を間違われ、クロミとバクから「ヘタル」と呼ばれてしまう）。悪夢魔法の力で告白させられそうになったが、「自分の力で告白する」と言い、フラットや真菜から見直された。誕生パーティの開始直後にアルバムを見て、昔の事を思い出した歌に嫌われてパーティの最中、悪夢魔法で小学校の頃の姿に戻ってしまった歌から、自分がいつも歌に悪戯ばかりしていた話を聞く。その頃は面白半分だと思っていたが、その行為が歌に嫌な思いをさせていたことに気づき、歌が元の姿に戻った後、プレゼントを渡し、昔の悪戯に謝る。
家出した潤が夢野家にいることを知らされた時、真菜から煽られる。
陸上大会で優勝したあと遂に歌に告白するが、その直後から潤がダークパワーの影響を受け始めたため、告白した小暮自身も潤を元に戻すことを先決。そのため、保留された状態が続いていたが、すべての物事が解決した後に歌の自室に招かれ歌からキスでの告白の返事を受け、晴れて両思いとなった。この時から呼び方は、歌は「駆」と名前で呼び始めたが、駆は以前と同様「夢野」のままであったが、話の最後には赤面しながらもついに「歌」と名前で呼んでいる。また「夢野」に戻っている。だが、バレンタインで歌にチョコをもらったときに「歌」と呼んでいる。そのときはキス（頬）もした。
『おねがいマイメロディ』では二人で下校中にクロミとバクが柊邸に入る姿を見て、クロミと恵一の関係に疑問を抱くが歌や恵一を動かす事が出来なかったため柊邸を監視する。クロミとバクが柊邸から飛び出していく姿を確認し、フラットと柊邸に侵入。警備隊に追跡され屋敷内を逃げ回るうちに、偶然飛び込んだ部屋にいた歌に恵一が黒幕だと言うが、それを聞いた恵一を傷つけたと歌に怒られ絶交される。その後、歌は真実を受け入れて恵一と対峙し、駆は絶交を解かれた。
悪夢騒動では役に立たなかったが、歌がピンチの時には懸命な姿勢を見せる。歌の失恋の際も、余計なことを言わず傍にいた。恵一が魔法騒動の黒幕と判明した後は、虹色の糸を切ろうとする恵一のキスを防ぐために、歌の代わりに恵一と男同士のキスをしてしまい、大事な何かを無くしてしまったとトラウマを負いながらも、この場は歌を守りきった。ダークパワーに支配された潤が歌にキスをさせられるのを防ぐために、再度男同士のキスをして歌を守っている。バクが歌にキスされそうになったときもマイメロに召喚されバクとキスして歌を守っている。歌の父、雅彦ともキスをしてしまった。
潤とは恵一が嫌いなことで意気投合し友達となるが、修学旅行の後にクラスメイトの目の前で歌へ告白される。潤に対し不快感を示し警戒するが、歌を好きではないと言った手前、本心を明かしてはいないが、フラットがうっかり潤に話してしまった。親しい友達であるような姿を見せ、歌に対する気持ちを包み隠さず話す潤からの「親友」という言葉に照れている。
歌のために自分を変える努力をする潤の姿を見ているため、その後の告白を冗談と受け止めた歌に対して、潤の努力を歌は知らないにもかかわらず、潤が歌を好きだと思っていることが、本気だと分かっていないと怒り、潤を庇っている。歌は、後で駆が怒ったことを不思議に思っている。このことから歌は悩むことになる。自分の恋愛観と違うためか、潤が歌と顔を会わせるたびに軽々しく告白することに、不快感を示し時が経つにつれ、これが潤のやり方だと理解する。その積極的な潤に対し、消極的な自分の姿をフラットにも責められるが、自分には自分のやり方があることに気づく。潤に打ち明け、校庭で陸上部の練習に集中する姿を見せている。
雅彦からは歌に気があると思われていたのか、かなり警戒されていた。『すっきり♪』では夢野家で歌と親しい所を目撃され、駆が彼氏として相応しいか勝負する事になる。

### 夢野家
夢野 歌メインキャラクターを参照。
夢野 奏（ゆめの かなで）
声 - 加藤夏希
夢野家の長女で歌の姉。夢ヶ丘学園高校の1年生で、恵一と同級生。
無印ではメインキャラの中で唯一クロミの悪夢魔法にかからなかったが、『くるくるシャッフル』から他のメインキャラ達と同じように悪夢魔法にかかるようになった。
『すっきり♪』では登場はするものの、前作まで奏を演じていた加藤夏希が降板したため、最後まで台詞は無い。
物事に対してはクール。妹たちを気遣い、亡き母親の代わりとして、妹たちに躾をしている。また、人々の夢を吸い取られ、追い詰められても冷静さを崩さない芯の強さも見せていた。
授業中でも化粧をしている。化粧品などを多く持っているため、たまに妹たちに使われ化粧のことで揉めて姉妹ゲンカにもなる。欲しい高級ブランドが多い。夢防衛少女隊に至っては鎖骨辺りと腹部が大きく開いた露出度の高い水色基調のコスチュームだったため、本人は不満に思っていた。胸元にはハートのサングラスがある。
恵一とは小学校からの同級生で歌に助言している。中学で同じクラスだった時に、ラブレターを出すが執事に同じ返事で代筆され、3日かけて作ったバレンタインデーのチョコは職員室のお茶菓子にされ、一緒に学級委員をした事も忘れられる。この事から現在では恵一を嫌っており、真菜と共に恵一を嫌う数少ない女性メインキャラの一人である。恋愛遍歴についてはミーハーでイケメンが好きだった。過去の経験も踏まえ「愛するより愛される」方が良く、理想の男性像は「失敗しても立ち直り、自分の夢に向かって頑張れる人間」と語っていた。そのため、夢を目指す菊池の姿が好きだったが、魔法で失敗に立ち直れない情けない姿を見て別れてしまう（ただし、完全に嫌いになったわけではない）。夢ばかり追いかける男に懲りてしまったようで、「男らしくて、汗臭くない、甘えさせてくれる“大人の人”」が理想の男性像と語っている。
夢野 琴（ゆめの こと）
声 - 八武崎碧（現：悠木碧）
夢野家の三女で歌の妹。夢ヶ丘小学校の4年生。髪を右斜め上（向かって左側）でワンサイドアップにしている。普段はTVゲームで遊び、クラスで好意を寄せている中沢たちと遊んでいることが多い。好きな食べ物はカレーで葱は苦手。真菜の指導により泳げるようになった。夢防衛少女隊の衣装は水色のサロペット。
真菜からは「歌よりしっかりしている」と評され、仲はいい。元気だが正義感があり、いじめられている相手を守り年上の相手でも立ち向かっていく。普段は明るく溌剌だが父に甘えがちなところもある。
父のことが大好きで、父と一緒のときは甘えたり、琴チャージ（抱きついたりして、スキンシップをすること）で疲れを癒してあげている。父が仕事で不在が多く寂しい事を知っているためか、結婚するなら解雇されず土日休みで遊んでくれる公務員と考えている。子供扱いされるのを嫌っていたが、魔法で幼児化した姉たちの相手をしている内に、姉の苦労を知った。
物心ついた時には母（鈴）は他界しており、その温かみを知らなかったため長らく寂しい思いを抱きつつ、姉たちのように母との思い出を持ちたいと願っていた。この願いは、後にサンタクロースの協力を得たマイメロとクロミの魔法でクリスマスに母と出会い、琴から無数のピンク音符が生まれた。クリスマスで再び会えることを信じ、「シアワセの羽」の歌を覚え、聞いてもらうことが夢になっていた。家族で旅行先のスキー場でクリスマスを迎えた。麓の木を飾り付けした大きなクリスマスツリーを見に滑っていくと、雅彦や歌たちが夢で見た崖から落ちてしまう。その時、マイメロとクロミの魔法で雪ウサギに乗り移った鈴が、崖から空中に飛び上がり、自分の白いマフラーを琴に掴ませて空中に引き上げたところを、雅彦に助けられた。助けてくれたのが母だと気づき、夜空を見上げ覚えた「シアワセの羽」を歌い、夢を叶えている。
子供っぽい潤とは対等の立場のように話をする。お互い泳げない事から口喧嘩をし、沖まで泳ぎ溺れてしまい、潤は泳げないにも係わらず助けようとした。そのことにお礼を言いつつ、口喧嘩のことも謝っている。家出した潤が夢野家に厄介になった時に、「マイシスター」と言われた。兄に憧れていたようで、「潤でも、いいな」と言っている。風邪を引いて寝込んだ時、シツジ仮面の言葉で昔のことを思い出した潤が、琴の傍でギターで「シアワセの羽」を弾いた。高熱で苦しんでいたが、「ありがとう」と安心し翌日には治った。
夢野 雅彦（ゆめの まさひこ）
声 - 清水宏
夢野家の父。鈴との出会いは学生時代に自転車登校の途中、彼女に衝突したことだった。その時に聞いた彼女のダジャレが雅彦の心に残り、それから交際が始まり結婚した。琴が赤ちゃんの時に死別しているが、今も想い続けている。この時のダジャレは娘の歌や駆にも使っている。
娘との関係にかなり気を揉んでいる。特に恋愛観に強く介入し、仕事の都合で家にいられないことで苦悩する。娘を大切に想う気持ちは強く、誕生日や授業参観、家族旅行などのためにスケジュールを取り、ダークパワーの力で鶴になり本能のまま空に飛んでいったが、電波塔から落下する歌たちを助けるなど父親としての責任は十分に果たしている。奏が交際していたときの元恋人・菊池を認めず「お父さん」と呼ばれたが固く拒み、別れた事に大喜びした（この時は歌と琴から指摘で止められた）。『すっきり♪』で歌が駆と交際し始めたことを知った際、猛反対している。納得がいかないところを黒音符に取り付かれ、駆に男の試練七番勝負を挑む。最後の柔道勝負の際、クマくんの投げたバナナの皮により転び駆に庇われるがその弾みでキスをしてしまった結果、ムカムカ玉を出した。琴と中沢に関しては特に介入していない。
紀行ライター。世界各地に出張し、お土産を持ち帰る。仕事に身が入らなくなると、娘たちとのスキンシップを求めるが、奏・歌からは断られている。遅筆なのか編集を困らせるようで、徹夜することが多い。夜は強いが昼は余り強くない場合がある。家族との時間が少なく、「家族と一緒にいたい」という夢を持ったところ音符100個目を狙うクロミの魔法で小説家になり、純愛小説で「芥茶（あくちゃ）川賞」を受賞。魔法騒動後、自分の紀行文にファンがいることを知り、ピンク音符を出し紀行ライターに戻った。
特技はダジャレ。他には手先が器用で、バルーンアートもできる。相手にされないことが多い。分かってくれるのは、マイメロ（ただし意味は伝わっていない）、バク、永代橋先生ぐらい。理由は、「笑いの絶えない家庭にする」という自分の考えや妻との約束を守っているため。日ごろからダジャレ教育を欠かさず行っている。鈴と交際を続けるうちに鈴の父はダジャレ好きということが分かり、ダジャレが言える事が結婚条件の1つにもなっていたようで、ダジャレの腕を磨いた。挨拶当日、結婚を一晩考えたダジャレで認められた。
娘たちに慕われてはいるのだが、母親代わりをするため女装をする変わった所があり、女装して琴の願いをかなえようと、授業参観に参加しようとした。
当初はマイメロを“琴のヌイグルミ”と思っていたが、魔法に掛けられた後にマイメロ一家を紹介され、戸惑いながらも事実を受け止めた。すぐにマイメロパパとは、お互いの苦労を理解し合える仲になった。家事は三姉妹に任せていたが、マイメロが来るまでは部屋の散らかり具合に嘆いていた。正体を知ってからは、マイメロに家事を任せっきりになる。マイメロと一緒にいる時間には、口癖のダジャレで苦労している。
夢野 鈴（ゆめの すず）
声 - 笠原弘子
歌たちの母親で故人。歌たちを見守っている。歌たちから「お星様になっている」と教えられたマイメロは、その言葉を信じているようで、宇宙遊泳しているときに探していた。琴の願いがこもった魔法で一夜限り降臨し、家族と抱き合い雅彦をママチャージで癒してあげた。
次の年のクリスマスに琴の事故に遭う運命を知ってしまい、サンタに琴を助けてほしいと頼み込んだ。サンタの好意で、再びマイメロとクロミの魔法により、雪ウサギに乗り移り琴を助けた。
『すっきり♪』には登場しない。
雅彦と学生時代に出会い交際を始めてからは、結婚できるようにダジャレを聞きその評価をした。ダジャレの才能が上達した雅彦との結婚を父（声：野添義弘）に許される。結婚後も歌たちの前でダジャレを言い、笑いの絶えない家庭を築いた。

## 夢ヶ丘小学校
中沢 昌弘（なかざわ まさひろ）
声 - 山崎みちる
琴のクラスメイト。算数が得意で運動が苦手。琴が好意を寄せている。縄跳び全国大会を目指すが上達せず、激怒した太田に責められていたが、縄跳びが上手になりたい気持ちをクロミに利用された後は太田と和解し、友情が芽生えた。琴や太田より大人っぽい考えや発言をし、王様の気まぐれな法律で逮捕されたカキくんのレストランの荒れようを見て、「マリーランドは、見かけは平和だが、実は恐ろしい所」と言っている。
太田 良（おおた りょう）
声 - 三瓶由布子
琴のクラスメイト。運動が得意で算数が苦手。「SIODA GYM」の門下生。琴が好きで中沢に嫉妬していたが騒動の後、中沢と和解し友情が芽生えた。武道大会では、ライバルのヤマト（声：國立幸）に勝ちたい気持ちをクロミに利用された。たこ焼きにこだわりも持つ食べ方をクロミは共感。たこ焼きを食べたくなった思いを魔法に利用され、青い大蛸に変身。城を攻撃させている間に、クロミ達は地下牢に捕まったニャンミ達を助けた。
新井 綾（あらい あや）
声 - 知桐京子
元気がよく騒がしい。食通な両親を持ち味覚は鋭い。給食でも物足りず、下校中に買い食いをする。琴と飼育小屋を掃除していると、話の流れで自分の誕生パーティでは何が食べたいかという話題になり、鶏の丸焼きが食べたいと言った（鶏達が琴の背後に隠れる）。クロミの魔法で猫に変えられた。
母が牡蠣（カキ）フライにウスターソースをかけたことが原因（父はタルタルソースがよかったらしい）で口論となり、離婚の危機に陥り、食欲を無くしていた。琴達に心配され、カキくんの料理で元気になってもらおうとレストランを訪れたとき、「虹色ソース」のかかったかきフライを人間界の両親に食べさせて仲直りさせた。
石垣（いしがき）
声 - 岩崎征実
琴のクラスの担任。「ノープロ」が口癖の体育会系。セバスタンに頼まれ潤にキャッチボールを教える。潤の集中力が無い事から「根性がつけばいい」と考えてしまい、クロミに魔法をかけられキャッチボールと無関係な特訓を行う。魔法が解けた後、特訓により体が軽くなったことや潤が集中して練習したこともあり、上手く出来るようになった。特訓は間違っていなかったと、音符を出している。

## 夢ヶ丘学園中学

### 生徒
主に歌たちのクラスメイト。
白山 十三（しろやま じゅうぞう）
声 - 下崎紘史
かわいいヌイグルミ集めが趣味で「〜だな」が口癖。大柄でふくよかな体型だが見かけによらず俊敏な動きを持ち、クロミから「デンジャー白山」と名付けられた。
山本の魔法騒動に巻き込まれた一人であったが、その時にマイメロの「お願い」を受けた事がきっかけとなり、マイメロを溺愛するようになる。マイメロ妄想をクロミに利用され、数え切れないほどの黒音符をクロミに与えた。このため88個という他の者よりも桁外れな黒音符を出し、世界を危機に陥れた要注意人物として近衛兵に捕まり連行されかけたが、ファの音符しか出さないことが判明し、連行されずに済んだ。だが、その後もマイメロ絡みの負け犬オーラを出す事が多く、本人に全くの悪意は無いが、クロミの魔法によって何度も暴走してしまっている不幸な境遇の持ち主。しかし、素の人柄は決して悪くない事が知られているため、クラスメイトに咎められる事は特に無い。また、ピンク音符を大量に出した事もあった。魔法でかわいくなったクロミに対しても、クロミを私物化する。正気に戻るがマイメロには嫌われた。
音符が100個に近いことで意気込むクロミに利用されるが、泣き続けるマイメロの姿を見て「歌といる方が幸せ」と悟り、マイメロを自分の物にすることを諦めた。マイメロの笑顔を見て、初めてピンク音符を出した。しかし後に、マイメロにかまって貰えない寂しさから負け犬オーラを出し、バクにさらわれ負け犬四天王の一人に加えられる。
人間界で最初の黒音符の犠牲で、ネズミの姿で巨大化し、口からマイメロ光線を発射する能力が新たに備わっている。マイメロ光線に当たると人間がマイメロになるが本物と似ていない。本物のマイメロを抱くとおとなしくなった。真菜が壊れた黒音符によって、マイメロに異様なまでのラブコールをしていた際、影になったうえ飛び出していったこともある。再び音符に取り付かれ、マイメロに結婚を迫ろうとしたがウサミミ仮面によりムカムカ玉を出す。
マイメログッズを集め続けた結果、部屋の床が抜けてしまったため、一時期負け犬荘に滞在。
「マイメロちゃんセンサー」を活用し、ちびマイメロ達の中から本物を探す役目を真菜から与えられるなど、魔法騒動の解決に一役買ったが、真菜にマイメロへの妄想癖を罵倒される。その後も何か騒動が起こる度に変わった能力を発揮するため、「人間離れしていく」とクラスメイトも感じており、クロミ達からも危険人物とされた。
飯島の胸の話に入ってきたり、占部の占いがあてにならない話をするなど、普通のクラスメイトと変わりない姿も見せたり、黒音符を出してバコ達から突き放された星賀を慰める優しさを見せた。
谷口 雅也（たにぐち まさや）
声 - 石橋美佳
勉強が苦手で、テストで40点以上とったことがなく、クロミの魔法で頭をコンピュータに変えられた。その後は元の頭に戻され、最近は55点をキープしている。魔法でふんどしに変化させられ、永代橋先生の股間に密着したトラウマを持つ。パソコンふんどしとして真菜の乗り物になった。駒鳥のドジなところが好き。
『くるくるシャッフル』第1話では声が男声になっている。
山本 博明（やまもと ひろあき）
声 - 野口聖古
眼鏡をかけたカメラ小僧。人付き合いが苦手で、他人を写真に撮る事で自己満足していた。その後は魔法をきっかけにクラスに溶け込んだ。後に宮前貴子に対し、クラスのみんなの前で「はっきりと物が言える所が好き」と告白する度胸も見せ、彼女を感激させた。
加納 優香（かのう ゆうか）
声 - 伊瀬茉莉也
左目下に泣きぼくろがある。高等部に兄（声：堀田勝）がいる。占部の魔法騒動では蝶にされていた。自身と正反対にナイスバディな母親を持ち、体型にコンプレックスを持っていることをクロミに利用される。魔法で体のパーツを交換しナイスバディになるが、誰も自分と分からない中森内が気づいた。魔法騒動の後、背を向けていた森内に告白され、歌と美紀に愛のポエムで祝福される。
森内から初デートに誘われるが、森内が肝心な時に顔を背けたり、借りた琴の服が奇抜な姿で周囲の嘲笑の声から心が不安になり、一人になりたい気持ちから魔法にかかってしまい、一人雪山で凍えている時に探しに来た森内から顔を背ける理由を伝えられた後、救出された。魔法が解けた後、森内から正面を見据えた告白をされ、自分の気持ちも伝えた。
森内 歩（もりうち あゆむ）
声 - 海宝直人
駆達とよく一緒にいる。占部の騒動で蜘蛛にされた。加納のことが好きで魔法で姿が変わっても一人気づき、騒動後「そのままの君が好き」と告白した。
実はまだ交際しておらず、「ハッキリしなさい」と歌たちの後押しなどにより加納をデートに誘う。加納を不安にさせ騒動を起こしてしまい、雪山で凍える加納を発見し顔を隠すことが加納を悩ませていた事を知り、赤面しながら理由を伝え魔法が解けた後、正面を見て告白しデートを再開した。
飯島 直美（いいじま なおみ）
声 - 國分優香里
実家は牛乳屋。クラス1の巨乳だが、「肩は凝るし大変だ」とさらりと駆たちの前で言い放つ。「癒し系」でファンも多いと駆は言うが、美紀とピアノちゃんが書いた台本の台詞で歌の胸のことを「ちっぱい」と表現した（しかもアドリブ）。駆が歌のことを好きなのを見抜いていて、歌に告白した駆の頭を撫でていた。裁縫道具を携帯する。ロックは嫌い。
駒鳥 つくね（こまどり つくね）
声 - 山本麻里安
ドジっ娘な眼鏡っ娘だが、しっかりするために学級委員長を務めている。責任感から仕事を一人でこなそうとしていたが、上手くいかず「手伝ってほしい」という願いをクロミの魔法により大量のちびメロ達を呼び出したため、騒動となった。騒動後に、教室に残っていたチェーン付きのチビメロディキーホルダーを見つけ、お守りにした。
仕事をクラスメイトに支えられながらドジを直していたが、夏川と潤が委員長に立候補したため選挙が行われた。選挙戦は歌たちに協力され、騒動後の選挙の結果20票を獲得し再選した。
有働 太（うどう ふとし）
声 - 天田真人
影が薄く、背は高いが愚鈍で「独活の大木」という言葉を気にしている。柊みたいになりたい願いをクロミの魔法で叶えられ、柊化した姿や能力を見せ付け、歌たちをメロメロにさせた。
柊と間違えられる形で絡まれた不良達に再会するが、パワーアップ直後の魔法であったことも影響し、不良を圧倒する。落書きガッツマンが止めに入るが、有働の正当防衛性とパワーアップした魔法に打ち負かされた。クロミと高笑いをして黒音符を出すが魔法が解けて元に戻ると、自分が起こした行いにショックを受け、強い罪の意識に苛まれてしまう。ゲームセンターでゲットしたクロミとバクのキーホルダーが宝物。
飯島直美のことが好きで、潤とデートしている姿を目撃したことから魔法で潤化し、前回と同じように暴走した。しかし魔法の途中に告白し、付き合い始める。
宮前 貴子（みやまえ たかこ）
声 - 宍戸留美
美人でスタイルが良く、自分がクラスのマドンナだと思っている。学校でもピアスやネックレスを付け、派手に装っており、女王様気質で、山本を専属カメラマン扱い。クロミの魔法で自分以外のクラスの女子を男性化させ虜にするが、フラットの活躍により魔法が解ける。自信喪失し魔法が暴走すると思われたが山本の告白を受け、外見以外を褒められたことに感動し、魔法も解けた。
自分を褒め称えた人にポイントを付け「貴子様ノート」を持ち、100点になるとデートしてくれる。また、バレンタインには大勢の男子にチョコを配っている。
占部 恵子（うらべ けいこ）
声 - 桑島法子
占いが好きだが、占いの勉強は全然してなかったので当たらない。無理矢理クロミに魔法をかけられ、クラスメイトを色々なラッキーアイテムに変えた。
江草 洋介（えぐさ ようすけ）
声 - 石上裕一
野球部で背番号7番。兄・良介と兄弟とは思えないほど、似ていない。野球部のエースで4番にして、女子に人気のある兄に嫉妬し、自分と同じく兄を嫌う潤に共感する。兄に勝ちたいことをクロミに利用され、魔法で変身し兄の投げる球を全て場外に打ち返した。ウサミミ仮面に魔法を解かれた後、兄と仲直りする。
関山 弘昭（せきやま ひろあき）
声 - 矢部雅史
ガリ勉と思われていたが、折り紙が得意でテレビ出演した。折り紙でバコにプライドを傷つけられたと思ったクロミに魔法をかけられ、バコと折り紙統一王座決定戦を行い暴走してしまう。
美紀の方を見た時に頬が赤くなったため、歌や真菜に美紀が好きだと思われていたが、実は碓井のことが好きだった。折り紙が得意になったのも、幼い時にあげた折鶴を碓井に褒められたことがきっかけ。
碓井 幸（うすい さち）
声 - 明坂聡美
細目の女の子。幼い時泣いていた所に関山から慰められ、その時貰った折鶴を大切に持ち見つめ続けていた。悪夢騒動中、関山に告白する。
星賀 ルナ（ほしが ルナ）
声 - 雪野五月
体形や可愛いものが好きな性格が白山に似ている。折り紙決定戦でバコを気に入り、自分の物したい欲望（猛烈な黒音符臭）が原因で魔法にかけられた。騒動後、バコ達に「音符出して用なし」と一蹴され、白山に慰められた。
夏川 夏美（なつかわ なつみ）
声 - 樋口智恵子
生徒会長の大河内（声 - 井上優）のことが好きで、愛の日記を渡そうとしたが誤って別の本を渡してしまった。「委員長になれば生徒会室へ自由に入り先輩に近づける」という動機から、委員長に立候補。選挙活動ではパンプキンパイでクラスメイトを買収しようとするが、マイメロのタルトの差し入れで失敗。何としても勝ちたい思いからクロミの魔法で選挙カーに変身するも、ウサミミ仮面に動機を見抜かれる。その後先輩から「本の続きが読みたい」という良い切っ掛けが生まれ、黒音符を出す。それ以来先輩とは良い関係になりつつあり、バレンタインにはチョコを贈っている。
香取 恵（かとり めぐみ）
声 - 寺崎裕香
夏川の友達で、選挙運動を手伝った。
実家は餡子が絶品なたい焼き屋。洋菓子教室に通うことを反対する母（声 - 赤土眞弓）と喧嘩する。調理実習で作ったシュークリームが先生に絶賛され、菓子作りの才能をアピールできると思ったが、マイメロの同じシュークリームの差し入れに人が殺到し失敗。
世界一のパティシエになるため、まずマイメロに勝ちたい気持ちをクロミらにも共感され魔法で召喚した母を目の前に洋菓子教室を賭けたお菓子対決を行う。最高級の食材で巨大なお城のケーキを作り、先生に時代の最先端を行く最高のスイーツと評されるも、マイメロのケーキに負けてしまう。その理由は隠し味のたい焼きの餡子であり、その味の深さには懐かしさを感じさせることに気づき、たい焼きは単に古臭いと思っていたことを母に謝り、ピンク音符を出す。母も娘の才能を認め教室に通うことを許可する。その後、母と協力し「餡子ワッフル」を開発した。
葉山（はやま）
声 - 中川里江
やや緑がかった髪の女子生徒。
金髪の男子生徒・加藤（声 - 堀田勝）と恋人関係にあり、占部の占い通りに彼に誕生日プレゼントにチョコレートを送るも、加藤がチョコレートアレルギーだったために失敗した。くるくるシャッフルのバレンタイン回では加藤にお菓子を送っている様子がある。

### 教師
斑鳩（いかるが）
声 - 平野貴裕
歌のクラスの担任で数学教師。似顔絵が上手。クラスを「マイメロ組」にしようとしたが、真菜に強く反対された。教師生活は13年目で、彼女も13年なく独身。初恋の人であるアスカさんと偶然再会し告白するが、既に結婚していた。正月は、コンビニで購入したカップラーメン三昧という、負け犬オーラを漂わせていた。夏休みは一万ピースのジグソーパズル、レトルトカレー三昧だった。その後、諸事情で負け犬荘に入居する。
桃山（ももやま）
声 - 中村恵子
隣のクラスの担任で英語教師。テニス部の顧問。美人。男子生徒の憧れの的で、斑鳩にも好意を寄せられている。魔法で自慢の胸を取り替えられ大きく落ち込む。バコが胸元に落ちた時には、バコに憑依しているダーちゃんから「侍女にしてやる」と気に入られた。
永大橋 文也（えいだいばし ふみや）
声 - 清水宏
夢ヶ丘学園中学の音楽教師。「ラララ〜」など音階を語尾につける口癖を持つ。尻の大きさはメゾフォルテ。ダジャレを理解し、雅彦を「濃い」と評した。
幼い時の柊に出会い、バイオリンの才能を見出している。自分に従っていた柊を心配していたが、「自由にしたい」という言葉を受け、コンクールでグランプリが取れたら認めると突き放した。その後、柊がグランプリを逃したため、活動休止分を取り戻すとしてコンサートのスケジュールを立て同行していた。柊の弾くヘンリク・ヴィエニャフスキ作曲の「スケルツォ・タランテラ」がお気に入り。男であるにもかかわらず、柊にチョコを渡そうとしたが拒絶された。柊がウサミミ仮面だと知り落ち込み気味のところをバクにさらわれ、負け犬四天王に加えられる。
定期的に柊の曲を聴かないとポエムノートを紛失した美紀と同じように痩せ細ってしまう体質で、本人から断られアポなしのままコンサートを開いたため、借金をしてしまい負け犬荘へ入居。
林（はやし）
声 - 長浜満里子
家庭科教師。あらゆる食道楽を極めている。歌達の調理実習で、香取が作ったシュークリームを絶賛。魔法によるお菓子対決でも審査員として、豊富な経験にもとづいた感想を述べ、マイメロのケーキに対して「素朴だが豪華、香ばしさがラブリーに広がり、ファンシーの中に体中の力が抜ける」と評している。
理科の先生（本名不明）
声 - 松本忍
生物部顧問。真菜曰く、笑うと不気味。生物部のカエルの観察にコジロウを貸してほしいと真菜に頼んだ。学校が魔法でジャングル化し、自身も大蛇に変身してクロミとバクを襲っていた。

### サッカー部
内田 真一（うちだ しんいち）
声 - 鯨井康介
サッカー部ゴールキーパーでキャプテン。怪我が影響し、試合に負ける。鍛えられた筋肉は真菜を惹きつける。全日本ジュニアユース代表選考で選ばれなかったため退部。内田を説得するために高橋が作ったフットサル部の試合を観戦しているうちに、自分にはサッカーしかないことに気付き、部に復帰。
高橋 遥（たかはし はるか）
声 - 水野理紗
サッカー部マネージャー。真菜と応援用チアガール人形を作る。内田が好きで、サッカー部の勝利を願う気持ちをクロミに利用される。別の話では内田と一緒に画面の隅などにさりげなく出ている。内田がサッカー部を退部したため、部に復帰してもらうためにフットサル部を作り、サッカー部に勝負を挑む。試合中に魔法に巻き込まれるが、その試合を観戦した内田の心を動かし、部に復帰させることができた。

### 陸上部
山本（やまもと）先生
声 - 野口聖古、木内秀信（『くるくるシャッフル』第41話）、堀田勝（『くるくるシャッフル』第45話）
陸上部の顧問。『くるくるシャッフル』第41話では、山本コーチとなっている。
かなりのドMであり、マイメロママの毒舌が通用しなかった。
大門 （だいもん）
声 - 岩井伸平
陸上部のキャプテン。
立花 （たちばな）
声 - 中村太亮
陸上部での小暮のライバル。小暮と共に学校代表選手に選ばれ、男子100m決勝では11.05秒で3位だった。

## 夢ヶ丘学園高校
菊池 大輔（きくち だいすけ）
声 - 植木誠
奏のクラスメート。一流の俳優になることが夢で、芝居の稽古に励んでいる。マイメロのおじいちゃんと意気投合し、ガッツマンキーホルダーをあげた。
マスカラを塗る奏にときめき付き合おうとするが、その気持ちをドラマの台詞でしか言えず気味悪がられてしまう。しかし、勇気を出して家まで向かい、バイト先のヒーローショーのチケットを渡し観に来てもらえたことでチャンスが生まれた。魔法でヒーローショーが騒動に変わり、その最中で身を挺して奏を守り抜く。そして、ドラマの台詞ではなく自分の言葉で気持ちを伝え、彼氏となった。
雅彦から無視される中、交際は続いていたがデート先でクロミの魔法により「ガッツマン」に変身し暴走してしまう。奏の理想に合うような人間になるように努力はしていたが、魔法に簡単に掛かり、「BEGIN SMART」を読んで勘違いな振る舞いをしたり、オーディションに落選したりしてすぐ“いじけ虫”になる姿にあきられてしまう。マイメロの「さよならした」という言葉が胸に突き刺さっている。自分にはガッツが足りなかったと反省し、奏とまた友達からまたやり直せるように努力すると宣告したのち、2人の関係性は「普通のクラスメート」程度になっている。ダークパワーが去った後、京都の太秦へ修行に旅立っている。
漫画版ではその後、再びヒーローになる夢を追ってウサミミ仮面のコスプレをして夢ヶ丘に現れるが、クロミの悪夢魔法で黒い衣装のウサミミ仮面に姿を変えられ、本物のウサミミ仮面と奏を口説き落とす対決に発展する。黒いウサミミ仮面の正体が自分であることを知られず、奏を審査員に勝利を収めるが、奏は黒いウサミミ仮面に垣間見えた菊池の面影を見て、菊池と付き合っていた時のことを語り始めるが、その際に「またあいつ（菊池）が夢の途中で帰ってきたら一生絶交する」と言われてしまい、ショックを受ける。
柿崎 翔（かきざき しょう）
声 - 大山鎬則
柊の幼馴染。黒髪の短髪でメガネを掛けている。整った容姿をしており、柊と同じくファンクラブがある。柊に勝てないことを気にし、友達と思っていたがその事にも疑問を抱く。本当のことを聞きだせるように魔法をかけられるが、今までの思いが「カキザキノート」として実体化し暴走してしまう柊とヴァイオリンで勝負するが完敗。自分が柊に嫉妬していたと気付き黒音符を出し、他校ならNo1になれると考え転校した。
その後、転校先で1番になるが、柊に勝たないとやはり意味がないと夏休みに山篭りをし、再度勝負を挑むが柊に無視され、何とか勝ちたいという願いから魔法にかかり、勝負を行うも敗北。もっと特訓し勝負を挑むと決意し、ピンク音符を出した。正月の初詣では打倒柊を願うが、おみくじで何度も凶を引き当てる運に恵まれない姿を見せている。夢ヶ丘学園高校の制服に戻っていることから夢ヶ丘学園高校に復学をしている。バクの負け犬オーラのお得意先。柊がウサミミ仮面であると知った後、柊の更なる人気に嫉妬しバクにさらわれ、負け犬四天王に加えられる。復学し、柊がいなくなった事で彼は事実上No1になったものの、今でも柊に勝たなければ意味がないと嘆いている。
燕子花 麗（かきつばた れい）
声 - 藤田記子
柊親衛隊隊長。柊ファンの中高生を引き連れ応援しているが、柊からは無視されている。厚化粧が溶けると、バクが驚くほど顔が変わった。
燕子花 葵（かきつばた あおい）
声 - 並木のり子
柊親衛隊副隊長で麗の妹。
ノダ（のだ）
声 - 下崎紘史（第23話）、堀田勝（第45話）
永代橋先生と出席したパーティで美紀と踊っている。
美紀の事が好きで、「ダンスを通じて付き合いませんか？」と書いたラブレターを渡すが、返事は難解な表現のポエムで理解できず、振られたと解釈して柊にその悩みを打ち明ける。そこで柊に薦められ、クロミに願いを叶えてもらう。美紀と踊れて喜ぶが、お返事ポエムは「ダンスのお誘いありがとう、でもお付き合いはできません」という悲しい内容だと本人から告げられた。嬉し悲しという二重の状況下でピンクと黒の音符を出すが、相殺し消滅した。
江草 良介 （えぐさ りょうすけ）
声 - 細谷佳正
江草洋介の兄。高校の野球部のエースで4番、ピッチャー、背番号1番。また容姿端麗でもあり、高校では柊の次にモテるらしく、女子に人気がある。魔法で変身した弟の攻撃を受け、顔が腫れ上がるとファンに逃げられた。弟に優しいようでフェンスの上から登場した弟を気遣い、また魔法騒動の後弟の気持ちを知り慰めた。

## その他

### マイメロの関係者
ミーちゃん
声 - 知桐京子
夢ヶ丘市に住む、かなり極悪な顔つきをした野良猫。公園や堤防を縄張りにする。マイメロに尻尾を毛虫と間違われいじられてから、マイメロを追いかけまわすようになった。メス。3歳。
ガッツマン
声 - 小川輝晃
テレビで放送されている特撮ヒーロー。菊地の憧れ。「地球の平和を守ります、それがガッツマンです」が決めセリフ。時々、メロディマークの対象物になる。
サンタクロース
声 - 宝亀克寿
人間界のサンタクロース。世界のどこかに住んでおり、雅彦は、連絡先を知っている。歌と奏の書いた手紙の内容で、欲しい物の前振りに狼狽させられた。クリスマスシーズン以外は、暖かい所で休んでいる。
特別な力をマイメロとクロミに授け、ミニサンタに変身させて、合体魔法により琴の母親すずを呼び出させる。悪夢魔法の闇の中では、すずを琴の目の前に呼び出し、琴の夢を叶えた。
琴がスキー場で事故に遭う運命を知ってしまったすずから、琴を助けてほしいと頼み込まれた。運命を変える力は持ってはいないが、人間の夢に現れる力がある。琴の覚えた「シアワセの羽」の歌を聞きたいという好意もあって、雅彦や歌や奏の夢にすずと共に現れて、すずとの会話から歌たちに琴を助ける方法を伝えた。そのことに気づいた歌により、なんとかマイメロとクロミの合体魔法を実現させ、琴を助けることができた。
上野 あやね（うえの あやね）
声 - 黒木マリナ
潤のお気に入りの人気アイドル。通称「あやぽん」。クロミは可愛い子ぶっていると思っている。ドラマ「忠臣蔵刑事」に出演している。写真集は大ヒットしている。クロミは、その写真集をバクが掃除のバケツに落としてしまい、潤が激怒した。
寝る時は灯りをつけたまま寝るほどの怖がり。黒川監督のホラー映画「DODONKO」で、ゾンビとのシーンが上手くできない。そのことをなすびの神様へ悩み相談に来た際に、マイメロとクロミを撮影現場まで連れきたが、「おばけなんかへっちゃらになりたい」気持ちから悪夢魔法で恐ろしい化け物の姿に変わってしまう。悪夢魔法が解けた後に、自分が化け物に変身して誰も相手にしてくれなかった時、マイメロだけが手を差し伸べてくれたやさしい気持ちを思い浮かべ、一人のゾンビをあの世に導くシーンを怖がらずに演技でき、監督からOKをもらうことができた。

### バクの関係者
おでん屋台の店主
声 - 岩崎征実
タイガースの応援服を着て商売している。店に来るバクの愚痴相手になり、好きな具が魚肉ソーセージであることも覚えている。タイガース戦の観戦中に、魔法の雲に巻き込まれた時には、生きる屍と化した。『くるくるシャッフル』では、季節に関係なく売れればと嘆いていた時、黒音符コンプリートに意気込むクロミに悪夢魔法をかけられ、「おでんマン」に変身するが、ウサミミ仮面に倒され魔法が解け、マイメロのママから売り方を工夫することを勧められた。また、寒い時期にはコンビニのおでんに苦戦し暗い顔をしていたが、バクに負け犬オーラを吸い取られ、明るい笑顔で接客しはじめるとおでんが売れ始めた。
新聞屋の店主
声 - 永野広一
バクが朝刊配達アルバイトの面接に来たとき、働きぶりを評価している。夕刊配達も依頼したが、バクが任務を優先したため断られた。『くるくるシャッフル』では、再びバクが戻ってきて、おでん屋台の店主と共に喜ぶ。
千佳（ちか）
声 - 鮭延未可
バクがボランティアで園児の遊び相手をしている幼稚園の先生でバクに感謝している。バクを「ちゃん」付けで呼んでいる。
幼稚園で「赤ずきん」の劇を行うことになったが、女の子の園児たちが皆主役を希望し、主役になれなかった子が泣き出し困っていた。街でマイメロを見て皆主役になればいいと叫びクロミに悪夢魔法をかけられる。赤頭巾姿に変身した女性が、狼の着ぐるみ姿に変身した男性に追いかけられ、街中騒ぎになるが、召喚されたドリアンのダークパワーで魔法が解け、マイメロとバクに感謝し、ピンク音符を出した。電撃のおかげで目が覚めたと言った先生の採った主役選出の打開策は、赤ずきんをかぶらせたバクを主役にした「バクずきんちゃん」という劇に変更したことだった。

### 夢野家の関係者
斉藤（さいとう）
声 - 浜田賢二、松本吉朗（『くるくるシャッフル』第17話）
雅彦の担当編集者。雅彦が遅筆なため仕事が捗らず、ストレスで胃腸炎を起こしてしまう。その後コミック部門へ異動し、漫画家の遠野畑子（声：榎本温子）の担当になる。遠野もまた遅筆なため解雇されそうになるが、なんとか原稿を貰えた。

### 柊兄弟の関係者
柊 すずか（ひいらぎ すずか）
声 - 石橋美佳
柊兄弟の母親で普段はフランスに在住。有名なデザイナーであるようだが、息子へのプレゼントにデザインした服を見せて、恵一にセンスを疑われる。
息子を「くん」付けで呼ぶが、万能な恵一を溺愛しがちで、「ケイく〜ん」と呼ぶ。仕事のため帰国した時には、久しぶりの再会ということもあり、メイドの前で溺愛ぶりを見せつけた。だが、恵一は鬱陶しいようで、無表情で受け流された。ウィーンのコンクールで優勝できなかったことを電話で慰めたが小言で、恵一に電話を切られた。
潤に対しても大事な息子として変わらぬ愛情を抱いている（サンタクロースによりクロミママやバク母らと共に召喚された時、その先頭に立って潤達をかばったのは彼女である）が、潤の恵一に対するコンプレックスやその時々の間の悪さ、加えて彼女自身の天然な言動なども災いして、潤から誤解・拒絶されている。
セバスチャン
声 - 西村仁
柊恵一の執事。スーツやサングラスを黒色で揃えている。恵一を「坊ちゃま」と呼んで世話をしている。優しいがマナーにうるさい。ゆず風呂が好き。
邸内監視も行い、警備隊いろは組を指揮する。お庭に自分が躾けたエル、トン、ジョンという3匹の番犬ドーベルマン、地下水路には地獄のみっちゃんというワニを飼っている。
柊家に仕える以前は、執事見習いとしてパトリシアのお世話をする。恋心があった話を聞いたクロミが、悪夢魔法で黄泉の国から召喚し、50年ぶりに再会できた。
欧州出身で、セバスタンは双子の弟、兄弟共に禿げている。弟のセバスタンとは教育論などいろいろな面で衝突することが多い。永代橋先生に汗だくで演歌を聞かせようとした。
自分では甘やかして指導しきれないセバスタンと潤本人から、潤へのマナー指導を頼まれた。少しでも地が出ると、「ジェントルビーム」と禿げた額に当たった光を強く潤の顔に反射させ、指導している。
セバスタンともども兄弟同時に召喚されるが解決後、兄弟揃って自腹で帰る羽目になる。
暴走したチョロ毛の影響で自分にもチョロ毛が生えたのを喜んでいた。
セバスタン
声 - 西村仁
柊潤の執事。スーツやサングラスを紫色で揃える。「潤様」と呼んで世話をし、ロンドン留学にも付き添う。欧州出身で、セバスチャンの双子の弟。外見はそっくりだが禿頭に大切にしている髪の毛が一本有る。鈍感で頑固な兄より優れていると自負。50年前にセバスチャンと共にパトリシア家で執事見習いをした。武術の腕前は、潤に名人級と呼ばれるほどだが、兄弟共に野球の経験はない。嫌なものを教えるのは逆効果だと考え、潤へマナー指導はしていなかった。
パトリシア
声 - 那須めぐみ
50年前にセバスチャンが仕えたお嬢様。そばかすと長い金髪の巻き毛が特徴。性格は勝ち気。病気のため、15歳で他界。クロミの悪夢魔法で現世に召喚され再会する。マイメロの魔法で黄泉に戻される前にセバスチャンの願いで、見たカップルは永遠に一緒にいられるという伝説の流星雨を二人で眺め、「あの世で一緒になりましょう」と言い残し戻っていった。

### 桜塚美紀の関係者
ポエム審査委員会
夢ヶ丘新聞のポエム委員会。
審査委員長（ポエム部部長） 平等院 鳳凰（びょうどういん ほうおう）
声 - 森訓久
委員長の平等院は、サングラスにアフロヘアーという1970年代風のオールドファッションでその姿からマイメロは、美紀に「友達を選べ」と言わせるぐらい変な人だと思っている。交通安全強化月間のポエム新人賞審査会に飛び入りしたひつじさんのポエムを理解できる。
ピアノちゃんから、美紀がポエムでスランプに陥ったことを知り、美紀の心がときめけばポエム魂が蘇ると、奏たちに恋話をさせるが、効果がない。何とか美紀のポエムを蘇らせたい、という夢の匂いを嗅ぎつけたクロミの悪夢魔法でラブリーポエマーに変身した（ポエマーは、正しくはポエット(poet））。マイメロの力を得たピアノちゃんと美紀のWポエム攻撃で元の姿に戻る。美紀がスランプを脱出したことを知るとクロミに感謝し、100個目の黒音符を出す。
審査委員
声 - 永野善一、前田剛、中村恵子
こちらもマスクなどをしている。

### 藤崎真菜の関係者
塩田（しおだ）会長
声 - 岩崎征実
太田が通う「SIODA GYM」会長。口癖の「気合や! 気合や!」で門下生に気合を注入する。昔、アマゾンで巨大ワニと格闘した経験を持つ。ノベルティグッズで会長モデル目覚まし時計も製作している。父親は100歳。
教子（きょうこ）
声 - 安達まり
真菜のおばさん。可愛いもの大好き。真菜に、女の子らしく可愛い服を着る子になって欲しいと考えていた。ハルミが選んだゴスロリ服をプレゼントする。
ハルミ
声 - 長谷川静香
教子の娘で、同じく可愛いもの大好き。昔、真菜をヌイグルミ嫌いにさせた張本人。マイメロを奪うが、サンドバッグをどつき「返せ」と迫る真菜に圧倒され返した。
吉本 徹（よしもと とおる）
声 - 下崎紘史
9年前、大阪に住んでいた真菜が幼稚園の時に別れた幼馴染の男子。修学旅行で関西に来た真菜と再会するが、外見・中身共に白山とそっくりで失望させる。幼い時はやんちゃで、大阪トラーズの選手になることが夢だった。しかし、両親がトラーズの応援に夢中で自分もかまってもらえない現状から、野球嫌いになる。
真菜の願いを聞いたクロミの悪夢魔法により甲子園で「大阪トラーズ」対「東京ジャイアンチ」の試合が、タコヤキを賭けた「マイメロタコヤキッズ」対「下町モンジャーズ」の試合に変えられた。この試合に逆転勝利し、魔法が解けた後、両親に「真面目に仕事をするなら、もう一度夢に挑戦する」と宣言した。

### 小暮 駆の関係者
戸橋 太蔵（とばし たいぞう）
声 - 新垣樽助
隣野学園の陸上部選手。新記録を出し高校からスカウトを受け、中学校地区大会では注目される。予選前に、フラットをぬいぐるみ扱いする。予選では駆と同タイムで全体1位通過。決勝では、駆を意識しすぎてスタートを失敗。スカウト話をふいにしたくない夢の匂いをクロミたちに気づかれ、悪夢魔法をかけられ、競技場をバクの森に変えてしまい、アリジゴクの姿をしたバクに自分以外の選手の妨害させている間に、1位でゴールするはずだったが、マイメロに召喚されたメヒョウに抜かれる。悪夢魔法が解けた後、競技が再スタートされ、接戦の末に0.05秒差で駆に敗れ2位で、駆にからかったことを謝る。

### 映画「ハルノスケの動くアホ御殿」
黒川（くろかわ）
声 - 木内秀信
映画「ハルノスケの動くアホ御殿」、「ハルノスケの動くアホ御殿 -寿司の逆襲-」の監督で日本映画界の巨匠。オーディションに参加した菊池に「君には華が無い」と言い帰した。
突如、夢野家の隣に、アホ御殿を建て引っ越してきた。新作の構想で悩んでいた所にクロミが現れ、イタリアの「金豚賞」を受賞したい願いから、悪夢魔法により監督自身が撮影機材の化け物に変わった。座敷童子役でクロミが主役で、歌や美紀たちも無理やり出演させた映画「お化け屋敷 ドッキリちびっていやーん」を創り上げるが、雅彦・菊池のビキニ姿の1シーンにより、試写に来た恵一の不興をかい、この映画への柊財閥からの出資を断られる。魔法騒動の後すぐに梅平や秘書の鈴木加寿子（声：鮭延未可）と共に別の場所へ引っ越した。その後は、柊財閥から出資を受け、第三弾「ハルノスケの動くアホ御殿 -日本橋を封鎖せよ-」を製作中。その他には、上野あやねが出演したホラー映画「DODONKO」の監督も勤め、座っていたディレクター・チェアーには“A・KUROKAWA”と名前が書かれている。
梅平 拳（うめだいら けん） - ハルノスケ
声 - 宮澤正
映画ハルノスケシリーズの主役。ベテラン俳優の梅平拳が演じる動くアホ御殿の主で、顔を真っ白にしている。「ひとーつ、人の心変わりは世の常。ふたーつ、覆水盆に返らず。みっつ、醜い男の嫉妬。退治してくれようハルノスケー！」という前口上で登場。
シリアスドラマへの出演依頼がきっかけで、黒川監督とのコンビ解消を宣言するが、ドラマを降板させられたため仲直りし、再びコンビを組んで新作に取り組んでいる。
町娘
声 - 中村恵子、庄子裕衣
ハルノスケのことを「ハル様」と好いており、いつも側にいる。新作映画のPRのためバニーガール姿にもなった。

### その他の夢ヶ丘市の人々
雨宮 晴香（あまみや はるか）
声 - 木村亜希子
夢ヶ丘ローカルお天気リポートのお天気キャスター。王様をテレビ漬けにさせている。勉強不足のため毎回予報と逆の天気になり、そのたびに謝る。天気を当てたい願いをクロミに叶えられ、局内に雷の嵐を起こす。パワーアップしたマイメロにより元の姿に戻り、ピンク音符を出した。
飛田 太郎（とびた たろう）
声 - 柳原哲也（アメリカザリガニ）
無印第4話で夢野家の隣人だった。とてつもないゴミ屋敷に暮らしており、掃除を嫌う。自分とは正反対に綺麗好きの母親（声 - 三浦香）がおり、自分の留守中に母に家を掃除されたショックで引っ越した。
ミコたん＆マコりん
声 - 鮭延未可（ミコたん）、木内秀信（マコりん）
無印第11話で夢野家の隣人だった新婚ホヤホヤのバカップル夫婦。ハートをモチーフにしたペアルックのファッションが特徴。夢野家の前など、ところ構わずラブラブっぷりを見せつけている。
無印第11話では、料理が作れず母親に頼っていたミコたんがクロミの悪夢魔法で、料理の鉄人（外見はロボットそのもの）と化したが暴走するも、マイメロによって元の姿に戻り、その後引っ越した。
その後も時々クロミの悪夢魔法を受けることが多く、『くるくるシャッフル』第15話では、お弁当にハート型の赤い海苔（たらこ味）が入ってなかったのを理由に喧嘩をし、クロミの悪夢魔法でマコりんが魔法少女に変身して、世界中をハート型の海苔が入ったお弁当に変えてしまうが、リズムくんの活躍で元の姿に戻り、ハート型の海苔は蓋の裏に貼り付いていたことで仲直りし、ピンク音符を出した。
アスカ
声 - 中村恵子
斑鳩先生の同級生で初恋の相手。今はトラック運転手と結婚し、とうちゃん、かあちゃんと呼び合う仲を見せ付ける。
温泉サラリーマン
本名不明。真っ昼間に公園のベンチに佇んでは、「温泉行きてー」等とつくづく呟く無気力な男性。
無印第43話でクロミの悪夢魔法にかかったが、力が弱まっていた為に中途半端な魔法にかかるも、公衆便所の性別マークで魔法を破られる。その後も懲りずに温泉に行きたいと呟いている。
負け犬荘の管理人
声 - 藤田記子
負け犬荘の管理人。美人な若い女性の姿をしている。その正体はクロミにティアラを託した黒豹の女（ダー子）で、目的はダークパワーの精（ダーちゃん）の復活であり、クロミを利用してムカムカ玉を集めさせた。
負け犬荘の空かずの間の秘密を握っており、住人から負け犬オーラを集める。
ダークパワーの精（ダーちゃん）を「夫（或いはお前さん）」と呼び、「宇宙に追放され、何とか戻って来てもまた同じ人達に嬲り者にされ帰らぬ人になった」と語っている。魔法騒動の際、最初はキラキラ玉を出したが、二度目はマイメロの召喚をわざと転んで暴走したナベを怒らせてクロミにムカムカ玉をゲットさせた。そして、クロミからムカムカ玉がコンプリートされたティアラを奪ってダークプリンセスの座を剥奪し、本来の姿である黒豹の姿に戻って、ティアラと負け犬荘の住人から搾り取った負け犬オーラの集合体であるト音記号、世界中に散らばったすべての黒音符を集結させ、ダークパワーの精を復活させた。